# Hoogezand-Sappemeer
Hoogezand-Sappemeer (en groninguès, Hogezaand-Sapmeer) és un municipi de la província de Groningen, al nord dels Països Baixos. L'1 de gener del 2009 tenia 34.643 habitants repartits sobre una superfície de 73,05 km² (dels quals 5,92 km² corresponen a aigua).

## Nuclis de població
- Achterdiep
- Borgercompagnie
- Borgweg
- Foxham
- Foxhol
- Foxholsterbosch
- Hoogezand
- Jagerswijk
- Kalkwijk
- Kiel-Windeweer
- Kleinemeer
- Kropswolde
- Lula
- Martenshoek
- Meerwijck
- Nieuwe Compagnie
- Sappemeer
- Tripscompagnie
- Waterhuizen
- Westerbroek
- Wolfsbarge

## Administració
La composició del consistori municipal després de les últimes eleccions és:
| Partit                          | 2006% | 2002% | Escons 2006 | 2002 |
| PvdA                            | 42,3  | 25,0  | 11          | 6    |
| VVD                             | 11,0  | 15,2  | 2           | 4    |
| GroenLinks                      | 10,8  | 10,9  | 2           | 3    |
| LokaalCentraal                  | 8,4   | 15,8  | 2           | 4    |
| CDA                             | 9,7   | 10,4  | 2           | 2    |
| ChristenUnie                    | 6,7   | 5,9   | 1           | 1    |
| Progressief Hoogezand-Sappemeer | 5,9   | 7,8   | 1           | 1    |
| Roodgewoon                      | 5,2   | 5,5   | 1           | 1    |
| Total                           | 57,1  | 61,1  | 23          | 23   |

## Ciutat agermanada
- Geesthacht (Slesvig-Holstein)